# اس‌ام یوسی-۱۰۱
اس‌ام یوسی-۱۰۱ (به انگلیسی: SM UC-101) یک زیردریایی بود که طول آن ۱۸۵ فوت ۵ اینچ (۵۶٫۵۲ متر) بود. این زیردریایی در سال ۱۹۱۸ ساخته شد.